# Hipposideros doriae
Hipposideros doriae — є одним з видів кажанів родини Hipposideridae.

## Поширення
Країни поширення: Індонезія, Малайзія. Відомий тільки з кількох місць в первинних лісах.

## Загрози та охорона
Населення скоротилося через втрати лісу у зв'язку з рубками, сільським господарством, насадженням плантацій і пожежами. Зустрічається в деяких охоронних територіях.